# Championnat de Guinée-Bissau de football 1987-1988
Navigation
Édition précédente Édition suivante
La saison 1987-1988 du Championnat de Guinée-Bissau de football est la quatorzième édition de la Primeira Divisião, le championnat de première division en Guinée-Bissau. Les dix équipes sont regroupées au sein d'une poule unique où elles s'affrontent en matchs aller-retour. A l'issue de la saison, et à la suite du fiasco de la mise en place d'une deuxième division, les six équipes reléguées la saison précédente sont réintégrées et il n'y a aucun club relégué.
C'est le Sport Bissau e Benfica qui remporte la compétition après avoir terminé en tête du classement final, ne devançant l'UDI Bissau qu'au bénéfice des confrontations directes. Il s'agit du sixième titre de champion de Guinée-Bissau de l'histoire du club.

## Les clubs participants
- Sporting Clube de Bissau
- UDI Bissau
- Sport Bissau e Benfica
- Desportivo de Gabú
- Desportivo Recreativo Cultural de Farim
- Bula Futebol Clube
- Futebol Clube de Tombali
- Estrela Negra de Bissau
- Atlético Clube de Bissorã
- Sporting Clube de Bafatá

## Compétition

### Classement
Le classement est établi sur le barème de points suivant : victoire à 2 points, match nul à 1, défaite à 0.
| Rang | Équipe                                  | Pts | J  | G  | N | P  | Bp | Bc | Diff |
| ---- | --------------------------------------- | --- | -- | -- | - | -- | -- | -- | ---- |
| 1    | Sport Bissau e Benfica                  | 28  | 18 | 12 | 4 | 2  | 48 | 13 | +35  |
| 2    | UDI BissauC                             | 28  | 18 | 12 | 4 | 2  | 36 | 9  | +27  |
| 3    | Sporting Clube de BafatáT               | 26  | 18 | 11 | 4 | 3  | 39 | 19 | +20  |
| 4    | Desportivo de Gabú                      | 20  | 18 | 8  | 4 | 6  | 19 | 23 | -4   |
| 5    | Estrela Negra de Bissau                 | 18  | 17 | 8  | 2 | 7  | 29 | 24 | +5   |
| 6    | Sporting Clube de Bissau                | 17  | 18 | 8  | 1 | 9  | 29 | 25 | +4   |
| 7    | Futebol Clube de Tombali                | 16  | 18 | 6  | 4 | 8  | 26 | 34 | -8   |
| 8    | Bula Futebol Clube                      | 9   | 18 | 2  | 5 | 11 | 11 | 27 | -16  |
| 9    | Desportivo Recreativo Cultural de Farim | 9   | 18 | 3  | 3 | 12 | 19 | 50 | -31  |
| 10   | Atlético Clube de Bissorã               | 7   | 17 | 3  | 1 | 13 | 13 | 37 | -24  |

|  | Qualification pour la Coupe des clubs champions africains 1989 |
|  | Qualification pour la Coupe des Coupes 1989                    |
|  | T : Tenant du titre C : Vainqueur de la Coupe de Guinée-Bissau |

- La rencontre de la 18e journée entre l'Atlético Clube de Bissorã et le Sporting Clube de Bissau n'est pas disputée, en l'absence d'arbitres pour diriger le match.
- Sport Bissau e Benfica et l'UDI Bissau sont départagés grâce aux résultats de leurs confrontations directes, avec une victoire pour Benfica et un match nul.

## Bilan de la saison
| Championnat de Guinée-Bissau de football 1987-1988 |                                   |
| Champion                                           | Sport Bissau e Benfica (6e titre) |
| Coupes et trophées                                 |                                   |
| Vainqueur de la Coupe de Guinée-Bissau 1987-1988   | UDI Bissau                        |
| Qualifications continentales                       |                                   |
| Coupe des clubs champions africains 1989           | Sport Bissau e Benfica            |
| Coupe des Coupes 1989                              | UDI Bissau                        |
| Coupe de l'UFOA 1989                               | Aucun                             |
| Promotions et relégations                          |                                   |
| Promus en Primeira Divisião                        | Ajuda Sport de Bissau             |
| Promus en Primeira Divisião                        | Ténis Clube de Bissau             |
| Promus en Primeira Divisião                        | Futebol Clube de Cantchungo       |
| Promus en Primeira Divisião                        | Estrela Negra de Bolama           |
| Promus en Primeira Divisião                        | Clube de Futebol "Os Balantas"    |
| Promus en Primeira Divisião                        | Futebol Clube de Quinara          |
| Relégués en Segunda Divisião                       | Aucun                             |